# Anton Muzaj

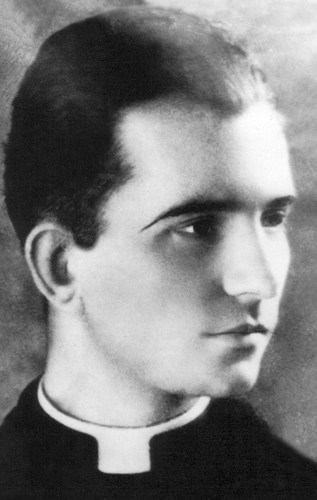
Anton Muzaj

Anton Muzaj (* 19. März 1921 in Vrnavokolo/Vërnakolla im heutigen Kosovo; † Frühjahr 1948 in Shkodra; Kroatisch: Anton Muzić) war ein römisch-katholischer Priester, der im atheistischen Albanien des Enver-Hoxha-Regimes um seines Glaubens willen verhaftet und gefoltert wurde. Er starb an den Folgen der Folter und gehört zu den Achtunddreißig Märtyrern von Albanien.

## Leben
Er war Janjever, Sohn des Dejko und Dila Muzić/Muzaj. Anton Muzaj besuchte die Schule in Shkodra und studierte danach Theologie in Rom an der Päpstlichen Universität Gregoriana. Am 19. März 1944, seinem 23. Geburtstag, wurde er zum Priester geweiht. 1946 kehrte er in seine Heimat zurück, wo er bald verhaftet und schwer gefoltert wurde.

## Gerichtsverfahren, Haft und Freispruch
In der Franziskanerkirche von Shkodra waren am 17. November 1946 Waffen gefunden worden. Eine Reihe von Klerikern wurde mit dem Vorwurf belastet, sie dort versteckt zu haben. Später ließ sich eindeutig nachweisen, dass die örtliche Sektion der Sigurimi die Waffen dort deponiert hatte. Damit verbunden war wohl der Plan, die Öffentlichkeit gegen die Kleriker aufzubringen. Die angeklagten Kleriker blieben auch unter der Folter bei ihrer Aussage, die Waffen nicht in die Kirche gebracht zu haben. Das Gerichtsverfahren wurde unter Ausschluss der Öffentlichkeit geführt und endete mit der Todesstrafe für den Abtbischof Msgr. Frano M. Gjini, den Pater Mati Prendushi, Msgr. Nikollë Deda und Pater Çiprian Nikaj; alle vier wurden am 11. März 1948 um 5 Uhr morgens erschossen. Einige Mitangeklagte erhielten hohe Freiheitsstrafen, nur Anton Muzaj wurde freigelassen. Er starb wenig später, noch im Frühjahr desselben Jahres, an den Folgen der Folter.
Ein namentlich nicht genannter Zeuge erinnert sich, dass Anton Muzaj im Oktober 1947 zusammen mit P. Frano Kiri verhaftet wurde. Im Gefängnis, so der Zeuge, musste Anton Muzaj tage- und nächtelang ohne Pause auf den Beinen stehen, wobei Hände und Beine je zusammengebunden waren, seine Nase lehnte gegen eine Wand. Als er nicht nur mehr und mehr Schmerzen, sondern auch großen Durst bekam, bat er zwei Gefangene, die täglich den oft blutbedeckten Gefängnisboden säubern mussten, um etwas von dem Reinigungswasser. Plötzlich wurde er zu Boden geworfen und aufgefordert, übriggebliebene Tropfen vom nassen Boden aufzulecken. Der Zeuge ergänzt, dass Anton Muzaj zu dem Zeitpunkt, als er sich nicht mehr auf den Beinen halten konnte, noch stärker geschlagen wurde. Im Winter, so der Zeuge, wurde Anton Muzaj im Luftzug zwischen Türen und Fenstern eingeschlossen. Er erkrankte an Tuberkulose. Als später der Richter den Gesundheitszustand dieses Angeklagten sah, verstand er – so der Zeuge –, dass Anton Muzaj nur wenige Lebensmonate bleiben würden, und verhängte daher kein Todesurteil.
Dem Zeugen zufolge bat Anton Muzaj einen Mithäftling: „Wenn du eines Tages meine Familie siehst, sag ihnen, dass ich unschuldig bin und für meinen Glauben an Christus sterbe.“

## Erinnerungen
Anton Muzaj ist in Albanien in Erinnerung als höflicher, bescheidener und immer dienstbereiter Priester, sein Tod wurde sehr betrauert.

## Seligsprechung
Die Seligsprechung von Anton Muzaj und 37 weiteren Märtyrern fand am 5. November 2016 in Shkodra statt. Der Präfekt der Kongregation für die Selig- und Heiligsprechungsverfahren, Kardinal Angelo Amato, leitete im Auftrag von Papst Franziskus die Feierlichkeiten.